# Батумская область
Бату́мская о́бласть (груз. ბათუმის ოლქი) — административно-территориальная единица Российской империи в 1878—1883 и 1903—1918 годах.

## География

### Границы
На севере Батумская область граничила с Озургетским уездом Кутаисской губернии, на востоке — с Ахалцихским уездом Тифлисской губернии и Ардаганским округом Карсской области.
На западе и юге граница Батумской области совпадала с российско-турецкой границей 1878 года: на западе — с Лазистанским санджаком, на юго-западе граница начиналась у мыса Коп-мыш, направляясь далее по отрогам Понтийского хребта на юг и юго-восток, пересекая реку Чорохи несколько выше города Артвина и реку Ольты-чай выше города Ольты, проходила по отрогам Саганлугского хребта, пересекая реку Аракс и вступая у вершины Кеса-даг на водораздельный хребет Эгри-даг (или Шах-иол-даг), отделяющий бассейны Аракса и Евфрата (Мурад-чай).

## История
Батумская область была образована в 1878 году на территории бывшего Аджарского санджака, отошедшего от Османской империи к России по результатам русско-турецкой войны 1877—78 годов. Центром области был назначен город Батум. Область делилась на 3 округа: Аджарский, Артвинский и Батумский. В 1883 году Батумская область была упразднена, а её территория включена в состав Кутаисской губернии.
Вновь образована 1 июля 1903 года под управлением военного губернатора из Батумского и Артвинского округов Кутаисской губернии. Площадь — 6952 кв. км, население — 142 тыс. жителей.
С 15 (28) ноября 1917 года находилась под управлением Закавказского комиссариата, с 10 (23) февраля 1918 года — под управлением Закавказского Сейма.
По Брестскому мирному договору, подписанному 3 марта 1918 года советской Россией без участия представителей Закавказского Сейма, Батумская область передавалась Турции. 15 апреля 1918 года турецкие войска без боя заняли Батумскую область и присоединили её к Турции (созданная 22 апреля 1918 года Закавказская Демократическая Федеративная Республика (ЗДФР) не признала этот захват).
После поражения Турции в Первой мировой войне в Батум 16 декабря 1918 года прибыли британские экспедиционные войска, Батумская область была включена как управляемая британским губернатором отдельная административная единица в оккупационную зону британской Черноморской армии. Военная администрация создала в конце декабря 1918 года Совет по управлению Батумской областью, провозгласила её самостоятельным государством и запретила пропаганду в пользу присоединения к Грузии. Верховное командование войск союзников 8 апреля 1920 года объявило Батумскую область территорией под охраной Лиги Наций, занятой войсками Великобритании, Франции и Италии. 14 июля 1920 года командование союзников приняло решение о передаче Батумской области Грузинской демократической республике и 20 июля в Батум вступили грузинские войска.
После установления 25 февраля 1921 года советской власти в Грузии, турецкие войска по приглашению бежавшего в Батум правительства Республики Грузии 11 марта 1921 года заняли Батумскую область. По подписанному в Москве 16 марта 1921 года Договору о дружбе и братстве между Турцией и РСФСР Турция признала право ССР Грузии на северную часть Батумской области с городом Батумом. 17 марта 1921 года в Батуме началось организованное большевиками восстание против правительства Грузии, которое в ночь с 17 на 18 марта бежало, была провозглашена советская власть, 19 марта 1921 года в Батум вступила 18-я кавалерийская дивизия РККА РСФСР. Турецкие войска отошли на линию границы, описанную в российско-турецком Московском договоре 1921 года (подтверждена как государственная граница ССР Грузии 13 октября 1921 года Карсским договором)
16 июля 1921 года Революционный комитет ССР Грузии издал декрет об образовании автономной ССР Аджарии в составе Грузинской ССР.

## Органы власти

### Административное деление

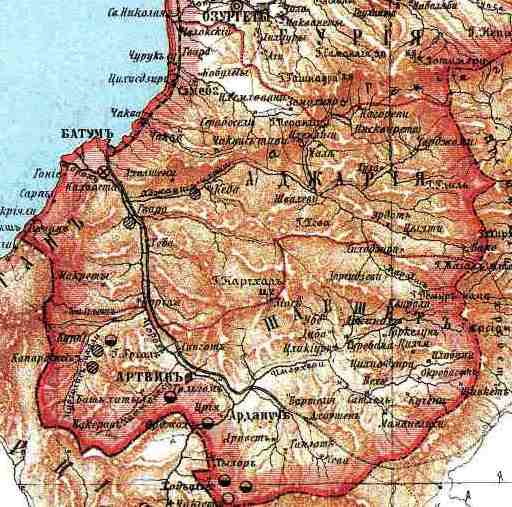
Карта Батумской области

С 1903 года по 1918 год в состав Батумской области входило 2 округа:
| № | Уезд       | Уездный город       | Площадь, вёрст² | Население (1897), чел. |
| - | ---------- | ------------------- | --------------- | ---------------------- |
| 1 | Батумский  | Батум (28 508 чел.) | 2 675,7         | 88 444                 |
| 2 | Артвинский | Артвин (7 091 чел.) | 3 433,5         | 56 140                 |

### Губернаторы
| Ф. И. О.                              | Титул, чин, звание | Время замещения должности |
| ------------------------------------- | ------------------ | ------------------------- |
| Дрягин Михаил Николаевич              | генерал-майор      | 01.07.1903—01.05.1905     |
| Паркау Пётр-Эммануил Фридрихович      | генерал-майор      | 02.07.1905—01.01.1908     |
| Романовский-Романько Борис Степанович | генерал-майор      | 24.03.1909—1917           |